# Genodermatosi
Per genodermatosi, si intendono sindromi e/o malattie dermatologiche causate da una o più alterazioni del genotipo. Come disturbi genetici hanno la caratteristica di essere ereditari, non necessariamente ereditabili e non necessariamente congeniti. Ne sono state descritte più di 200 e sono quasi sempre malattie rare, cioè con una incidenza inferiore a 5:10000.

## Etimologia
La parola deriva dal greco da "geno" relativo ai geni e "dermatosis" relativo alla malattia della pelle.

## Tipologia
- le genodermatosi prevalentemente caratterizzate da disordini della cheratinizzazione e dell’epidermide 
  - ittiosi,
  - epidermolisi bollosa,
  - Cheratodermia di Sybert,
  - Malattia di Darier;
- le genodermatosi prevalentemente caratterizzate da cheratodermatosi palmo-plantari 
  - Cheratodermia palmo-plantare non epidermolitica,
  - Cheratodermia palmo-plantare epidermolitica,
  - Cheratodermia da loricrina;
- le genodermatosi prevalentemente caratterizzate da anomalie del connettivo, anomalie del collagene e del tessuto elastico:
  - cutis laxa
  - sindrome di Ehlers-Danlos,
  - sindrome di Urbach-Wiethe,
  - alcune forme di mastocitosi cutanea;
- le genodermatosi prevalentemente caratterizzate da anomalie nella riparazione del DNA
  - sindromi di invecchiamento precoce
  - sindrome di Werner
  - xeroderma pigmentosum
- le genodermatosi associate ad anomalie metaboliche,
  - acrodermatite enteropatica,
  - fenilchetonuria,
  - porfiria cutanea tarda e porfiria epatoeritropoietica;
- le genodermatosi associate ad anomalie della pigmentazione,
  - albinismo oculo-cutaneo,
  - piebaldismo,
  - sindrome di Waardenburg
- le genodermatosi prevalentemente caratterizzate da anomalie negli annessi cutanei; peli, capelli, unghie:
  - aplasia congenita della cute,
  - sindrome di Adams-Oliver,
  - leuconichia,
  - pachionichia congenita;
- le genodermatosi associate a immunodeficienza
  - sindrome di Chédiak-Higashi,
  - sindrome di Wiskott-Aldrich,
  - Angioedema ereditario,
- le genodermatosi associate a una malformazione della cresta neurale:
  - Neurofibromatosi di tipo 1,
  - sclerosi tuberosa di Bourneville;
- le genodermatosi associate a fattori oncogeni:
  - carcinoma basocellulare,
  - epidermodisplasia verruciforme,
  - sindrome di Peutz-Jeghers.